# Chiesa di San Bernardo di Chiaravalle (Tenero-Contra)
La chiesa parrocchiale di San Bernardo è un edificio religioso che si trova a Tenero-Contra, in Canton Ticino.

## Storia
La struttura viene citata per la prima volta in documenti storici del XV secolo, anche se probabilmente è di origine romanica. Nel 1596 venne ricostruito il coro. Il campanile è del 1682.

## Descrizione
La chiesa ha una pianta ad unica navata con soffitto a volta, decorato con affreschi di Giovanni Antonio Vanoni.